# XL Leisure Group
XL Leisure Group était le troisième voyagiste britannique qui a fait faillite le 12 septembre 2008. Il était constitué de compagnies aériennes, site de réservation de voyage, de voyagistes, et de sociétés de commercialisation de produits XL.
Le groupe XLLG était composé de trois compagnies aériennes charter et régulières :
- XL Airways UK (disparue en 2008) ;
- XL Airways Germany (reprise par la Straumur Investment Bank puis disparue en 2012) ;
- XL Airways France (reprise par la Straumur Investment Bank puis reprise par X-Air Aviation holding).